# Maladie à déclaration obligatoire
Les maladies à déclaration obligatoire (MDO ou DO ou MADO, selon les pays), par leur caractère potentiellement épidémique, sont considérées comme relevant de la santé publique et doivent être déclarées aux autorités, ceci afin de surveiller un éventuel départ d'épidémie et de prendre les mesures appropriées pour l'endiguer. Il s'agit le plus souvent de maladies infectieuses.
Les listes varient selon les pays.

## Spécificité nationales

### Allemagne
En Allemagne, l'hépatite E est une maladie à déclaration obligatoire.

### Belgique
En Belgique, la surveillance des maladies est une compétence communautaire. Elle est donc exercée par trois entités distinctes : la Vlaamse Gemeenschap en Flandre, la Fédération Wallonie-Bruxelles en Wallonie. En Région de Bruxelles-Capitale, les maladies qui surviennent dans les écoles doivent être déclarées aux services communautaires précités selon le régime linguistique de l'école. En dehors des écoles, c'est la Commission Communautaire Commune (COCOM) de Bruxelles qui est chargée de la surveillance via son service d'inspection.

### Québec (Canada)
Au Québec : la déclaration des MADO est faite auprès du directeur (ou directeur national) de santé publique du territoire (Ministère de la Santé et des Services sociaux).

### France
Sur le site de Santé publique France, les MDO en France sont au nombre de 36.

### Suisse
La déclaration s'effectue par le réseau Sentinella et l'Office fédéral de la santé publique depuis 1986.

## Zoonoses et déclaration obligatoires dans le domaine vétérinaire
Dans certains pays, dont la France, certaines maladies animales sont à déclaration obligatoire. En 1997, la Commission de génie génétique (CGG) a publié un tableau de ces zoonoses pour la France, avec le nom de l'affection, les principales espèces touchées, l’existence ou non d'un vaccin, un indice de gravité par maladie. Pour la faune sauvage, ces questions sont en France également suivies par le réseau SAGIR.

### Liens
- Notices d'autorité :   - GND